# BET電視網
BET電視網（BET Networks）是維亞康姆集團旗下子公司，同時也是為非裔美國人提供娛樂、音樂、新聞及公共事務節目的電視網。電視網主要頻道黑人娛樂電視台擁有9000萬家庭訂戶，可在美國、加拿大、英國、加勒比地區及撒哈拉非洲地區收看。

## 外部連結
- BET電視網官方站點（页面存档备份，存于）（英文）
- BET電視網資訊站（页面存档备份，存于）（英文）